# Barátok temploma (Marosvásárhely)
A marosvásárhelyi Szent Imre-templom és kolostor a város főterén épült a 18–19. században. Az épületegyüttes a román szocializmus rombolásának szimbólumává vált a városhoz nem messze lévő bözödújfalui templomhoz hasonlóan: 1972-ben, a Színház tér kialakításakor a hatalom lebontatta. Az egyszerű, barokk díszítésű templomból, amelyet barátok templomaként ismertek, kegyeleti okokból meghagyták a tornyot, amelyet később műemléknek nyilvánítottak MS-II-m-A-15552 sorszám alatt.

## Története
Marosvásárhelyen a ferencesek a 14. század elején telepedtek meg legelőször, első épületegyüttesüket (a mára már elpusztult kolostor és a „Régitemplom”) a Várdombon, a mai vár helyén építették, majd mikor a Régitemplom kicsinek bizonyult, megkezdték a Vártemplom építését, amely 1400 körül már búcsújáró engedélyt kapott. A reformáció alkalmából, 1556–1559 között a város lakossága protestáns hitre tért, a János Zsigmond pártjára kelt nemesek pedig kiűzték a ferenceseket.
1690-ben Erdély függetlensége megszűnik és Habsburg-tartomány lesz, az új államhatalom pedig a római katolikus egyházat támogatta, és 1702-től megindult a katolikus egyház újjászervezése. Kezdetben magánházakban miséztek, majd kápolnát is építettek. A rendeket illetően először a jezsuiták, majd a minoriták tértek vissza a városba, 1740. július 2-án pedig a ferencesek. Az utóbbiak nem tudták visszaszerezni egykori kolostorukat, így a Nagypiac északnyugati oldalán, a Klemencsics-családtól megvásárolt három telken 1745-ben az első páter, Bocskor János házfőnök vezetésével rendház építésébe kezdtek. A munkálatokat a Petky család támogatta, és 1777-re fejezték be (bár egyes részeit egészen 1926-ig építették); az építéshez felhasználták a vár régi házaiból maradt romokat is. A négyszárnyú épületegyüttes délkeleti szárnyát képező, valószínűleg Topler János nevéhez köthető templom szintén 18. századi, de tornya csak később, 1802-re készült el.
A ferencesek szívügyüknek érezték az oktatást, a kolostorban működő iskolában fiúkat oktattak, 1783-ban pedig a Lábas-házban működő négy osztályos alsó fokú elemi fiúiskolát is ideköltöztették. Az iskola igazgatója a házfőnök lett, aki mellett két páter végzett oktatási munkát. Az iskola fenntartását a Plébánia vállalta, de vannak dokumentumok amelyekből kiderül, hogy többször kaptak külső anyagi támogatást is különböző helyekről. A páterek munkájának támogatásában 1784. június 3-án történt előrelépés, amikor a Gubernium rendelete értelmében ugyanaz az anyagi finanszírozás illette meg őket, mint a világi tanítókat.
A templomot a városiak „a város legkedveltebb római katolikus templomaként” aposztrofálták. Mivel ők működtedték a katolikus elemi fiúiskolát, a tanulók és családjaik is ide jártak. Az iskola egészen 1945-ig működött a rendházban, majd elköltöztették. A második világháború után a Tolnai Lajos népi kollégium kapott helyet, fenntartva egy részt a ferences barátoknak, majd 1948-ban a művészeti iskola tanulóinak bentlakásává alakították, a szerzetesrendet pedig a kommunisták feloszlatták.

### Lebontása
Az 1960-as évekre időszerűvé vált a ferences templom és kolostor mögötti nagy kert, az úgynevezett Lázár Ödön-park rendezése, és ezen felül egy városi színház építése (Marosvásárhelynek még a 20. század közepén sem volt színházépülete). 1962-ben a Radó Kálmán által vezetett Városrendészeti Igazgatóság hét változatot készített a park rendezésére, a színház és az egyéb kulturális és kereskedelmi épületek együttesét pedig a Bartók utcától északra vizionálták, így nem került volna sor értékes műemlékek lebontására. Azonban a pályázat nyertese végül a bukaresti Constantin Săvescu csapata lett, terveik pedig feltételezték a templom és a kolostor lebontását, hogy a színház tere nyitott legyen a Főtér felé. A hatalom cserébe azt ígérte, hogy a katolikusok egy általuk megnevezett városnegyedben építhetnek templomot és paplakot. 1968-ban tárgyalások kezdődtek, és 1972-ben végül a ferencesek, majd a püspökség is elfogadta az ajánlatot: egyrészt az elöregedő központban már három katolikus templom volt, és a város lakosságának növekedése miatt égető szükség lett volna egy külvárosira is (a választás az Ady-negyedre esett, ahol felépült az új Szent Imre-templom), másrészt a kolostort már amúgy sem használhatták, ugyanis a kommunisták államosították az épületet (a katolikus szerzetesrendeket feloszlatták).
Léstyán Ferenc belvárosi plébános visszaemlékezései szerint, „sem Márton Áron, sem a ferences rend nem szívesen járult hozzá a lebontáshoz, de mivel látták, hogy a templom mindenképpen kolostor nélkül marad, a ferences atyák otthon nélkül, beleegyeztek a cserébe.” Marosi Ildikó szerint az épületegyüttes valószínűleg előbb-utóbb amúgy is a lebontás sorsára jutott volna: „ha nem jön is a proletárdiktatúra, akkor sem kerülte volna el a lebontást, sőt még a magányos torony sem maradt volna meg emlékeztetőül. Ugyanis már maga Bernády megszerezte az esztergomi hercegprímási hivatal engedélyét a teljes lebontásra, hogy a mögötte elterülő ún. Lázár-kert szúnyogos, süppedős, kihasználatlan területéből a főteret kiszélesítő újabb városközpont-bővítményt hozzanak létre.”
Nincs teljes egyetértés a források között a lebontási évet illetően. A legtöbb (így Léstyán is) 1972-t jelöli meg mind a templom, mind a rendház lebontásának éveként, és a torony falán álló emléktáblán is ezt az évszám áll. Egyes források azonban azt állítják, hogy a kolostort 1971-ben bontották le.
A tornyot és a templom alatt elhelyezkedő középfolyosós kriptasort kegyeleti okokból megkímélték. A harangokat és az ólomba foglalt üvegfestményeket az új, Ady-negyedi templomban szerelték fel. A keresztelőmedence, a tabernákulum és két szobor az ákosfalvi katolikus templomba került. A 2011–2012-es térrendezéskor andezitkövekkel jelölték meg az egykori épületegyüttes alaprajzát.

## Leírása
A kétszintes kolostorépület kialakítása a ferences rendházak jellemzőit követte, zárt belső udvarral és boltíves oszlopsorokkal. Az udvaron gyönyörű virágos-, illetve zöldségeskertet alakítottak ki. A boltozatos, stukkódíszes cellákat és helyiségeket klasszikus barokk stílus jellemezte. A templomhoz két, 28,8, illetve 30,0 méter hosszú szárny csatlakozott; a kolostor teljes szélessége 31,8 méter volt, a földszinten a falazat vastagsága elérte az egy métert. Az udvar felőli részeken húzódtak a 2,2-2,4 m széles folyosók, lépcsőháza pedig az északkeleti szárny ban volt. A földszinti helyiségeket hengeres boltozatok fedték, a beugrókban csehsüvegekkel, az első emelet pedig síkmennyezetes volt. A kolostor udvarára néző felirat a befejezés évét mutatta: Soli deo Honor Et Gloria 1777.
A főtéri házsor vonalában húzódó, a délkeleti épületszárnyat képező templom szerves részét képezte a kolostornak. A templom 30 méter hosszú, 11 méter széles hajóval rendelkezett, a szentély szélessége 8 méter volt. A templomnak mind külseje, mind beltere barokk vonalvezetést és díszítőelemeket viselt. A 18. századi oltárkép Szent Imre herceget ábrázolta, az 1899-ben készült üvegfestmények pedig Szent Istvánt, Szent Imrét, Szent Ferencet, Jézus szent szívét, Szent Antalt, és Szent Erzsébetet. A főhajó és a szentély külső főpárkánya azonos magasságú volt két oldalról a 19. században hozzáépült szomszédos épületekkel, így zártsorú épületté válva. A főtéri homlokzaton elhelyezett latin felirat a következőt hirdette: Deus Meus et Omnia.
A ma is álló, 35 méter magas torony barokk stílusú, sisakja eklektikus jegyeket visel. Bejárata felett látható a remek állapotban megmaradt Nepomuki Szent János szobra. Falán először latin, majd 2009-ben Sebestyén Péter plébános szorgalmazására magyar, román, angol, német nyelvű feliratot helyeztek el: „A Ferenc-rendiek (kisebb testvérek) a 13–16. században a vár területén működtek. 1735–1972 között ezen a helyen volt a kolostoruk. Itt mozdították elő a lelkek üdvösségét és az ifjúság nevelését. 1972-ben, a színház építésekor a templomot és kolostort lebontották. A ferencesek székhelyét a város nyugati szélére, az Ady negyedbe költöztették. Ennek emlékét őrzi ez a torony.”
A templom alatti középfolyosós elrendezésű kriptasor lejárata a toronyból indul. A 26 sírhelyben ferences páterek mellett városi előkelőségek végső nyughelye is megtalálható, például Lázár Eleonóra grófnő (Jósika Miklós anyja), Makariás Walles János (a Makariás Walles-ház építtetője) Csapay László marosszéki alkirálybíró, Tompos János főbíró, Szőcs Albert küküllőmegyei alispán.

## Képek

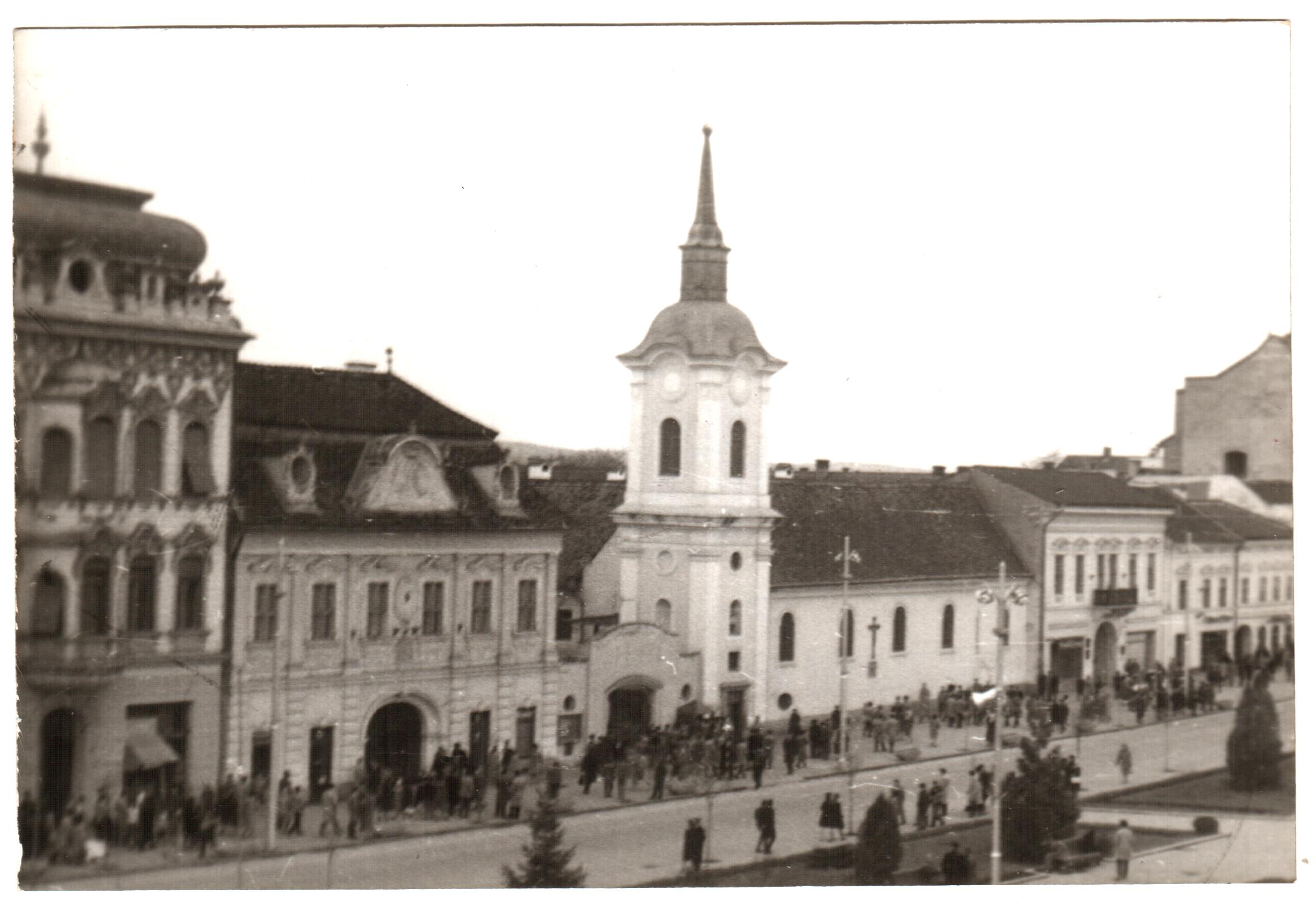
Az 1950-es években
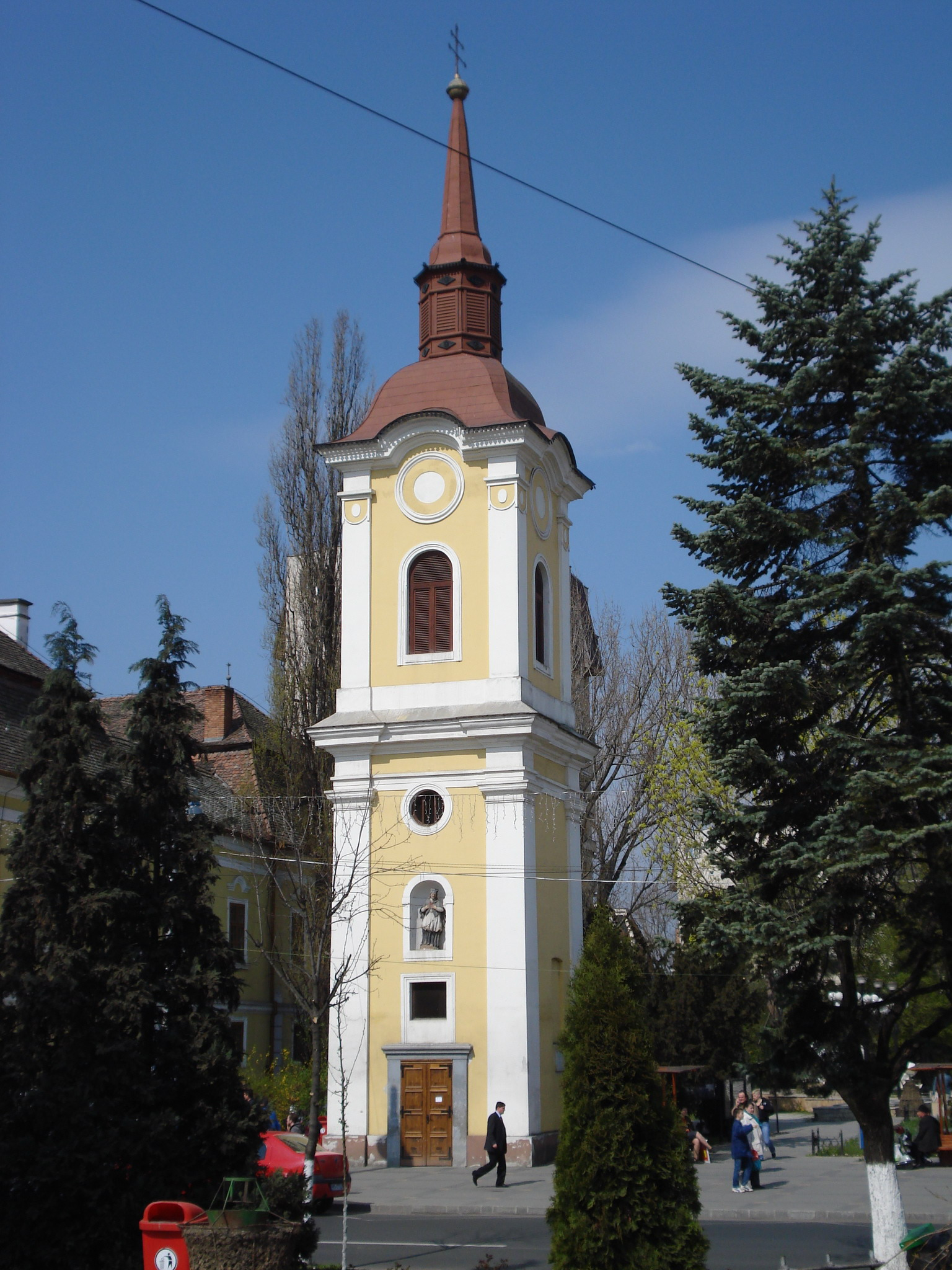
A megmaradt torony a Rózsák teréről nézve
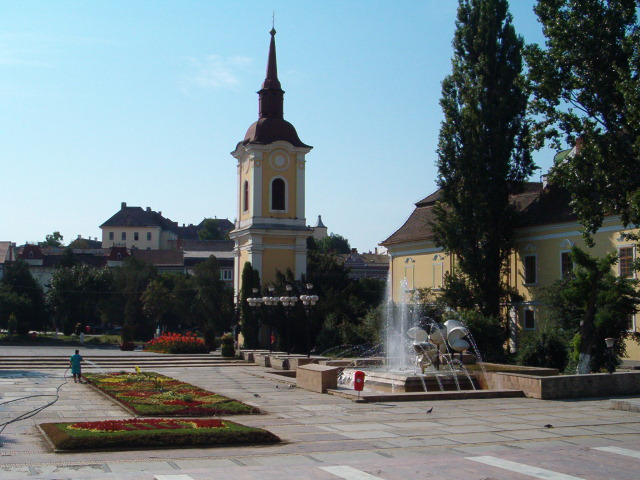
A torony a Színház tér felől
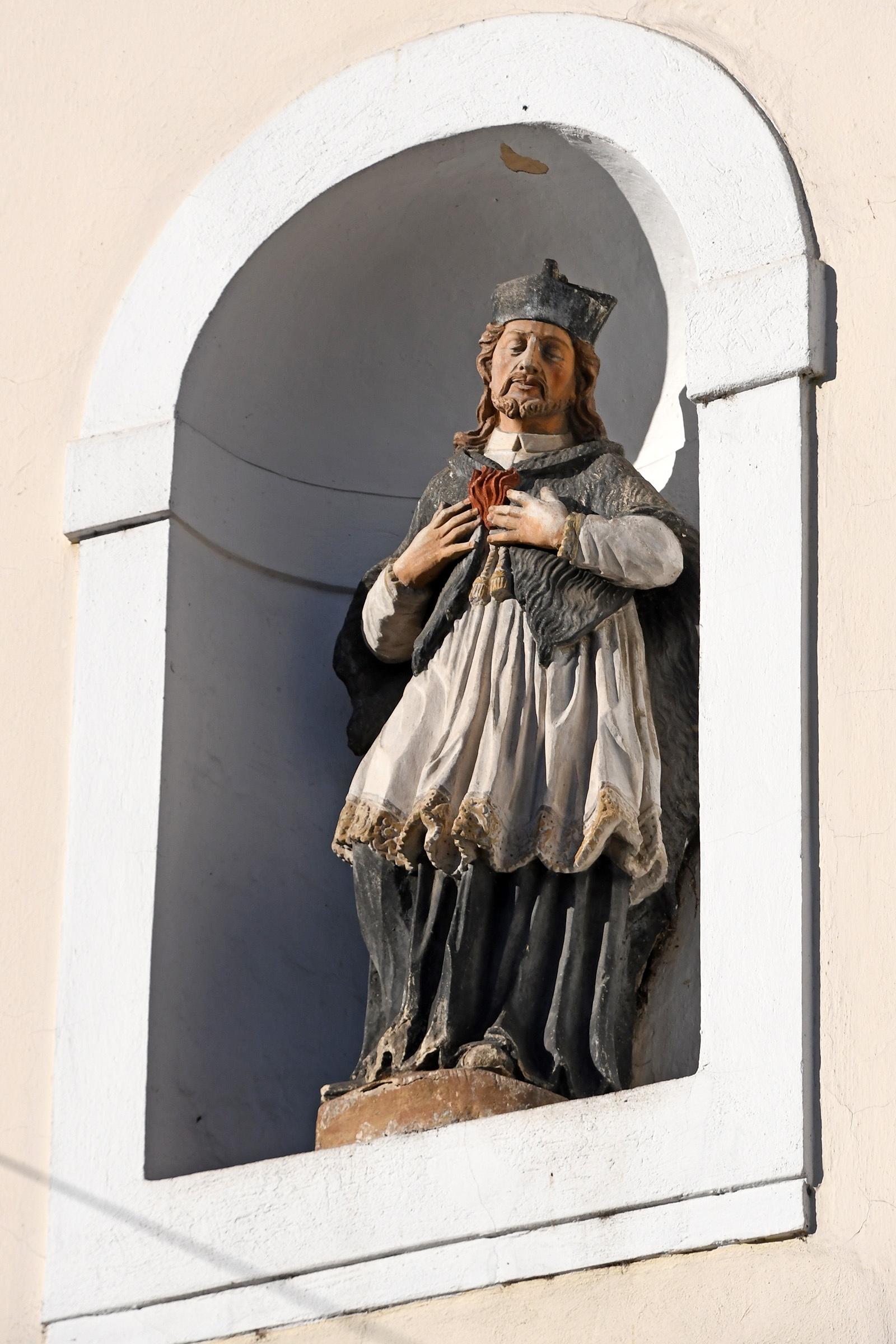
A torony bejárata feletti Nepomuki Szent János-szobor
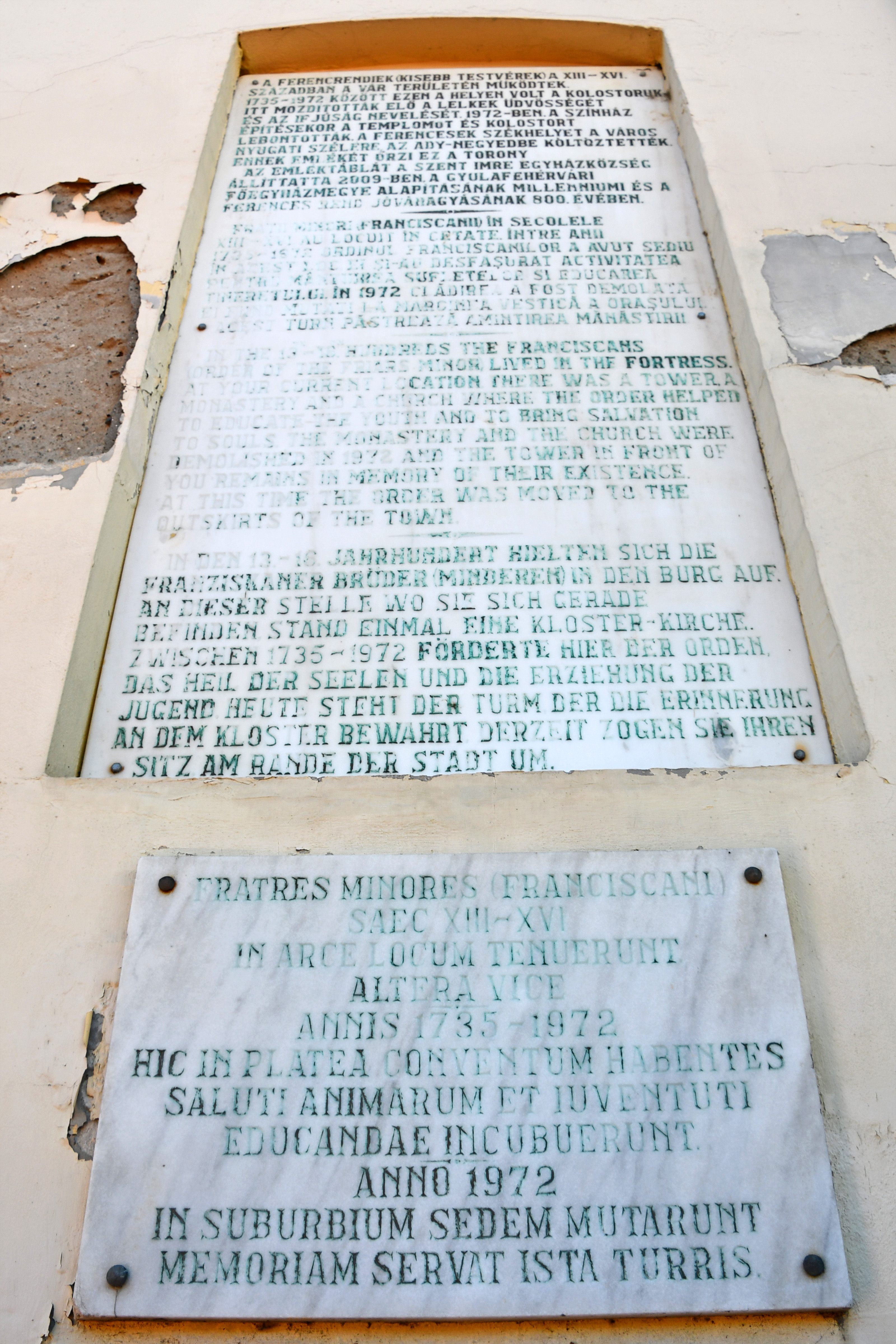
A torony oldalán látható többnyelvű felirat